# (1333) Cevenola
(1333) Cevenola est un astéroïde de la ceinture principale découvert le 20 février 1934 à l'observatoire d'Alger par l'astronome française Odette Bancilhon qui le nomme de sa région d'origine, les Cévennes.

## Sources

## Compléments